# The Secret Machines
The Secret Machines ist eine US-amerikanische Rockband aus Dallas, Texas. 

## Geschichte
Das Debütalbum der Band, Now Here Is Nowhere, wurde 2004 veröffentlicht und gefolgt von Ten Silver Drops aus dem Jahr 2006. Während der beiden genannten Alben bestand die Band aus den drei Mitgliedern Brandon Curtis, Benjamin Curtis und Josh Garza. Kurz nach der Gründung zogen die Bandmitglieder von Dallas nach New York, wo sie heute leben.
2007 trennte sich Benjamin Curtis (Gitarre, Gesang) von der Band, um seinem zweiten Projekt, School of Seven Bells, mehr Aufmerksamkeit schenken zu können. Ihn ersetzte daraufhin Phil Karnats, der schon mit Benjamin Curtis bei Polyphonic Spree spielte.
Um die Kontrolle über ihren eigenwilligen Ansatz zu behalten, hat die Band beide Alben selbst produziert. Für die Produktion taten sich die Musiker mit Jeff Blenkinsopp (als Co-Produzent) zusammen, der bereits mit Bands wie Pink Floyd und Hawkwind gearbeitet hat, und sich Ende der 1970er Jahre aus dem Business verabschiedet hatte. Secret Machines, ihr drittes Album, wurde wie auch schon ihr Debüt Now Here Is Nowhere von und mit Produzent Brandon Mason aufgenommen.
Benjamin Curtis, der ehemalige Gitarrist der Band, starb am 29. Dezember 2013 an lymphatischer Leukämie.

## Stil
Ihr Stil kann am besten beschrieben werden als Progressive Rock mit einigen Krautrock-Einflüssen. Die Band zählt sich selbst zu Vertretern des Space Rock. Einige Kritiken sprechen auch von einer Wiederbelebung der Musikrichtung von Pink Floyd, Led Zeppelin, Can, U2 und anderen. In diese Liste passt auch die Zusammenarbeit und gelegentlichen Gigs der Band mit Michael Rother.

## Diskografie

### Alben
- 2004: Now Here Is Nowhere
- 2006: Ten Silver Drops
- 2008: Secret Machines
- 2020: Awake in the Brain Chamber
- 2023:  The moth, the lizard and the secret machines

### Singles
- 2002: September 000
- 2006: Alone, Jealous & Stoned (nur Vinyl)
- 2006: Lightning Blue Eyes
- 2006: All At Once (It's Not Important)